# Myopterus
Myopterus là một chi động vật có vú trong họ Dơi thò đuôi, bộ Dơi. Chi này được E. Geoffroy miêu tả năm 1818. Loài điển hình của chi này là Myopterus senegalensis Oken, 1816 (not available) (= Myopterus daubentonii Desmarest, 1820).

## Các loài
Chi này gồm các loài: